# Jacob Peter Gowy

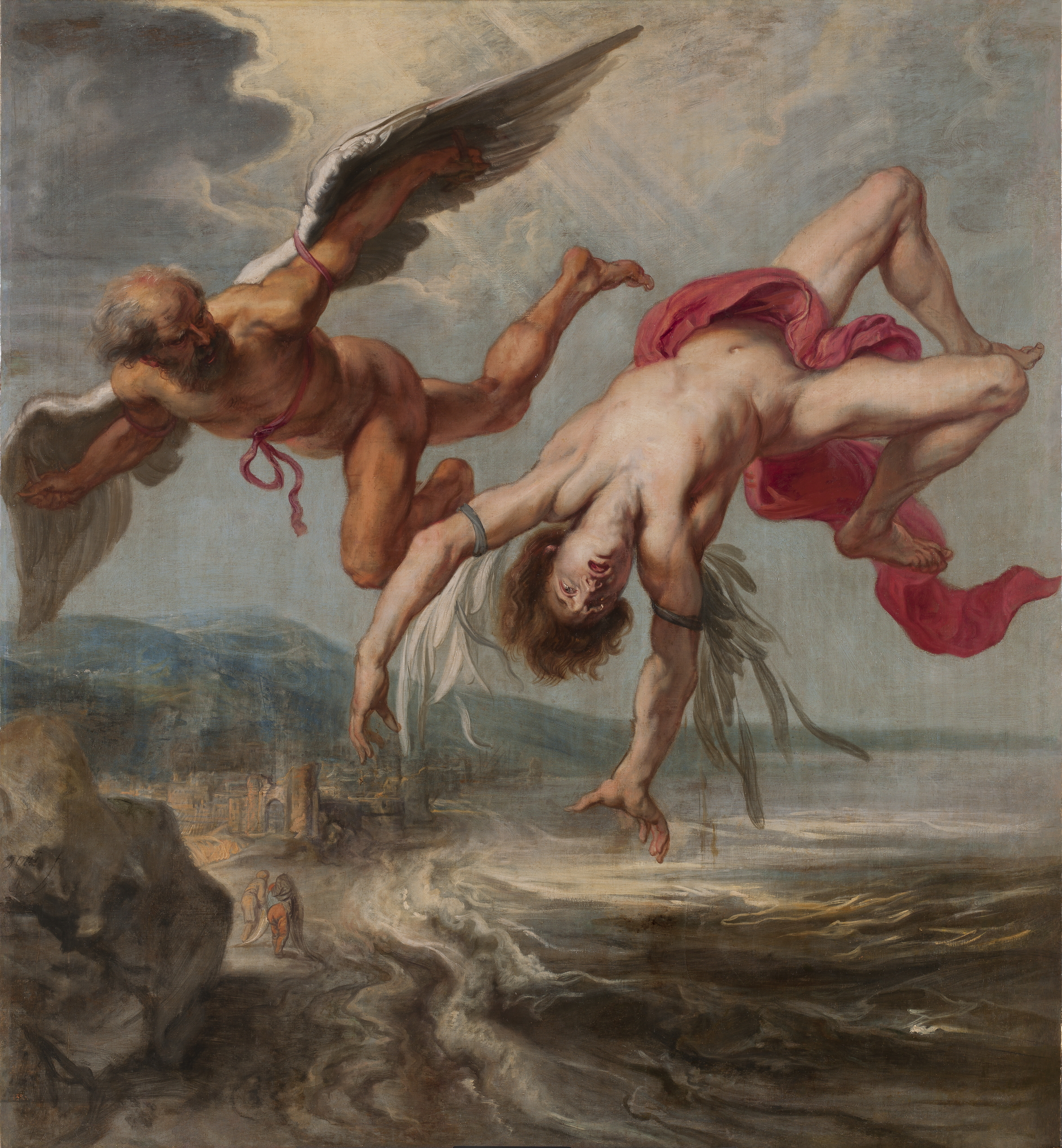
La caída de Ícaro, óleo sobre lienzo, 195 x 180 cm, Madrid, Museo del Prado.

Jacob Peter Gowy o Gouwi (fl. 1632.1661) fue un pintor barroco flamenco.

## Biografía
Activo en Amberes de 1632 a 1644, fue allí discípulo de Paul van Overbeeck y colaboró con Rubens en la extensa serie de ilustraciones de las Metamorfosis de  Ovidio pintada por encargo de Felipe IV con destino a la Torre de la Parada. Para el pabellón de caza próximo a Madrid, y sobre bocetos de Rubens interpretados con el mismo sentido del color del maestro, Gowy se encargó de llevar al lienzo, entre 1635 y 1637, La caída de Ícaro e Hipomenes y Atalanta, conservados los dos lienzos en el Museo del Prado.
En 1644, posiblemente en Inglaterra, retrató a Henry van Craenhals y al alquimista húngaro Johannes Huniades, según testimonian los grabados que Václav Hollar abrió a partir de ellos.   Hacia 1650-1660, Frans van den Wyngaerde grabó sobre una composición de Gowy y para sus Quatre heures du jour, el Mediodía, representado en una dama melancólica y un caballero que busca distraerla tocando una serenata.